# 東京都立公園
東京都立公園（とうきょうとりつこうえん）是東京都所管理的公園。狹義的都立公園是指東京都建設局管理的都市公園。其他東京都所管公園有都立海上公園（港灣局）、都立自然公園、都民之森（環境局）。設立地點、地區為國有地與都有地（國有地是由國家委託管理權）。隨著指定管理者制度的引進，大部分委託給指定的指定管理者。

## 都立公園
東京都建設局所管理的都市公園，包含都市基幹公園（綜合公園、運動公園）、廣域公園、特殊公園（風致公園、歷史公園、動物公園、植物公園、墓園）、綠地、綠道。東京都內具有高文化價值的公園（庭園）另稱「文化財庭園」，與其他開放公園作為區別。動物園、水族園委託由東京動物園協會管理，大部分的庭園、公園委託由東京都公園協會管理。

### 動物園
- 井之頭自然文化園（武藏野市）
- 恩賜上野動物園（台東區）
- 葛西臨海水族園（江戶川區）
- 多摩動物公園（日野市）

### 植物園
- 神代植物公園（調布市）
- 夢之島熱帶植物館（江東區）

### 庭園
| 公園名           | 所在地   | 文化財指定           | 時代 | 人物       | 樣式、特徵                   |
| ---------------- | -------- | -------------------- | ---- | ---------- | ---------------------------- |
| 舊岩崎邸庭園     | 台東區   | 重要文化財（建造物） | 明治 | 岩崎久彌   | J.Conder設計的洋館           |
| 舊芝離宮恩賜庭園 | 港區     | 特別史蹟、名勝       | 貞享 | 大久保忠朝 | 迴遊式泉水庭園               |
| 舊古河庭園       | 北區     | 名勝                 | 大正 | 古河虎之助 | J.Conder設計的洋館與玫瑰花園 |
| 清澄庭園         | 江東區   | 東京都指定名勝       | 明治 | 岩崎彌太郎 | 迴遊式林泉庭園               |
| 小石川後樂園     | 文京區   | 特別史蹟、特別名勝   | 江戶 | 德川光圀   | 水戶黃門的大名庭園           |
| 殿谷戶庭園       | 國分寺市 | 東京都指定名勝       | 大正 | 江口定條   | 利用段丘崖的迴遊式林泉庭園   |
| 濱離宮恩賜庭園   | 中央區   | 特別史蹟・特別名勝   | 江戶 | 德川家宣   | 潮入迴遊式築山泉水庭         |
| 向島百花園       | 墨田區   | 史蹟、名勝           | 文化 | 佐原鞠塢   | 唯一現存的江戶時代花園       |
| 六義園           | 文京區   | 特別名勝             | 元禄 | 柳沢吉保   | 代表性的江戶時代大名庭園     |

### 公園（區部）
| 公園名               | 分類     | 開園面積 (ha) | 所在地         | 備註                       |
| -------------------- | -------- | ------------- | -------------- | -------------------------- |
| 青山公園             | 綜合公園 | 3.8           | 港區           |                            |
| 赤塚公園             | 風致公園 | 25.0          | 板橋區         |                            |
| 上野恩賜公園         | 歷史公園 | 53.5          | 台東區         | 東京都直轄                 |
| 宇喜田公園           | 運動公園 | 5.3           | 江戸川區       |                            |
| 浮間公園             | 綜合公園 | 11.7          | 板橋區、北區   |                            |
| 大泉中央公園         | 綜合公園 | 10.3          | 練馬區         |                            |
| 大島小松川公園       | 綜合公園 | 24.8          | 江東區         |                            |
| 尾久之原公園         | 運動公園 | 6.1           | 荒川區         |                            |
| 葛西臨海公園         | 廣域公園 | 79.9          | 江戸川區       |                            |
| 龜戸中央公園         | 綜合公園 | 10.3          | 江東區         |                            |
| 砧公園               | 綜合公園 | 39.1          | 世田谷區       |                            |
| 木場公園             | 綜合公園 | 24.1          | 江東區         |                            |
| 駒澤奧林匹克公園     | 運動公園 | 41.3          | 世田谷區       |                            |
| 猿江恩賜公園         | 運動公園 | 14.5          | 江東區         |                            |
| 汐入公園             | 綜合公園 | 12.6          | 荒川區         |                            |
| 潮風公園             |          | 15.4          | 品川區         |                            |
| 篠崎公園             | 廣域公園 | 28.7          | 江戸川區       |                            |
| 芝公園               | 綜合公園 | 12.2          | 港區           |                            |
| 石神井公園           | 風致公園 | 20.1          | 練馬區         |                            |
| 城北中央公園         | 運動公園 | 24.2          | 板橋區、練馬區 | 舊稱上板橋綠地             |
| 善福寺川綠地         | 綠地     | 19.0          | 杉並區         |                            |
| 善福寺公園           | 風致公園 | 7.8           | 杉並區         |                            |
| 祖師谷公園           | 綜合公園 | 8.1           | 世田谷區       |                            |
| 台場公園             | 歷史公園 | 2.9           | 港區           |                            |
| 東京臨海廣域防災公園 | 廣域公園 | 6.5           | 江東區         | 與國營公園併設（計13.2ha） |
| 舎人公園             | 綜合公園 | 51.3          | 足立區         |                            |
| 戶山公園             | 綜合公園 | 18.6          | 新宿區         |                            |
| 中川公園             | 運動公園 | 12.0          | 足立區         |                            |
| 東綾瀨公園           |          | 15.8          | 足立區         |                            |
| 東白鬚公園           |          | 10.3          | 墨田區         |                            |
| 光丘公園             | 綜合公園 | 60.7          | 練馬區、板橋區 |                            |
| 日比谷公園           | 綜合公園 | 16.1          | 千代田區       |                            |
| 水元公園             | 廣域公園 | 81.9          | 葛飾區         |                            |
| 明治公園             | 綜合公園 | 5.7           | 新宿區・澀谷區 |                            |
| 夢之島公園           | 綜合公園 | 43.3          | 江東區         |                            |
| 橫網町公園           |          | 1.9           | 墨田區         | 東京都慰靈堂、復興記念館   |
| 代代木公園           | 綜合公園 | 54.0          | 澀谷區         |                            |
| 林試之森公園         | 綜合公園 | 12.0          | 目黑區・品川區 | 舊稱目黑公園               |
| 蘆花恆春園           | 風致公園 | 6.8           | 世田谷區       | 德富蘆花旧宅               |
| 和田堀公園           | 綜合公園 | 18.9          | 杉並區         |                            |

### 公園（多摩地域）
| 公園名             | 分類     | 開園面積 (ha) | 所在地                                            | 備註                                |
| ------------------ | -------- | ------------- | ------------------------------------------------- | ----------------------------------- |
| 秋留台公園         | 運動公園 | 11.8          | 秋留野市                                          | 秋川丘陵自然公園内                  |
| 井之頭恩賜公園     | 歷史公園 | 38.3          | 武藏野市、三鷹市                                  | 東京都直轄                          |
| 大戶綠地           | 綠地     | 66.1          | 町田市                                            |                                     |
| 小山内裏公園       | 綜合公園 | 45.9          | 町田市、八王子市                                  |                                     |
| 小山田綠地         | 綠地     | 40.0          | 町田市                                            |                                     |
| 小金井公園         | 廣域公園 | 77.5          | 小金井市                                          |                                     |
| 小宮公園           | 綜合公園 | 25.1          | 八王子市                                          |                                     |
| 櫻丘公園           | 廣域公園 | 27.8          | 多摩市                                            | 舊多摩聖蹟記念館 多摩丘陵自然公園内 |
| 狹山公園           |          | 13.3          | 東村山市、東大和市                                |                                     |
| 狹山・境綠道       |          | 8.4           | 小平市、東村山市、東大和市                        |                                     |
| 淺間山公園         | 風致公園 | 8.3           | 府中市                                            |                                     |
| 瀧山公園           | 綜合公園 | 25.9          | 八王子市                                          | 瀧山自然公園内                      |
| 玉川上水綠道       | 綠地     | 12.8          | 福生市、昭島市、立川市 、小平市、三鷹市、武藏野市 |                                     |
| 長沼公園           | 綠地     | 32.0          | 八王子市                                          | 多摩丘陵自然公園内                  |
| 野川公園           | 廣域公園 | 39.9          | 調布市、小金井市、三鷹市                          |                                     |
| 野山北、六道山公園 | 廣域公園 | 140.8         | 武藏村山市、瑞穗町                                |                                     |
| 八國山綠地         | 綠地     | 29.1          | 東村山市                                          |                                     |
| 東伏見公園         | 綜合公園 | 13.7          | 西東京市                                          |                                     |
| 東村山中央公園     | 綜合公園 | 12.1          | 東村山市                                          |                                     |
| 東大和公園         | 綠地     | 18.4          | 東大和市                                          |                                     |
| 東大和南公園       |          | 9.8           | 東大和市                                          |                                     |
| 平山城址公園       | 綜合公園 | 6.5           | 八王子市                                          |                                     |
| 府中之森公園       | 綜合公園 | 16.8          | 府中市                                            |                                     |
| 武藏國分寺公園     | 綜合公園 | 10.8          | 國分寺市                                          |                                     |
| 武藏野公園         | 風致公園 | 23.0          | 小金井市、府中市                                  |                                     |
| 武藏野中央公園     | 綜合公園 | 10.0          | 武藏野市                                          |                                     |
| 武藏野之森公園     | 廣域公園 | 14.8          | 府中市、調布市、三鷹市                            |                                     |
| 陵南公園           | 運動公園 | 5.9           | 八王子市                                          |                                     |
| 六仙公園           | 綜合公園 | 0.4           | 東久留米市                                        |                                     |

### 公園（島嶼部）
管理委託
- 大神山公園（小笠原村父島）

## 海上公園
東京都港灣局所管的海上公園。東部地區委託由「東京港埠頭・電訊港中心集團」、南部地區委託由「日比谷AMENIS南部地區（18公園）集團」管理。

### 海濱公園
- 御台場海濱公園（港區）
- 大井埠頭中央海濱公園（體育之森、渚之森）（品川區・大田區）
- 葛西海濱公園（江戶川區）
- 城南島海濱公園（大田區）
- 辰巳之森海濱公園（江東區）
- 東京港野鳥公園（大田區）
- 若洲海濱公園（高爾夫球場、遊艇培訓中心、海釣設施）（江東區）

### 埠頭公園
- 青海北埠頭公園（品川區・江東區）
- 青海中央埠頭公園（江東區）
- 青海南埠頭公園（江東區）
- 曉埠頭公園（江東區）
- 有明西埠頭公園（江東區）
- 京濱島翼公園（大田區）
- 京濱島埠頭公園（大田區）
- 貨櫃埠頭公園（品川區）
- 品川北埠頭公園（港區）
- （品川南埠頭公園） → 品川區移管（2007年4月）
- 芝浦南埠頭公園（港區）
- 城南島埠頭公園（大田區）
- 新木場公園（江東區）
- 東海埠頭公園（大田區）
- 春海橋公園（江東區）
- 晴海埠頭公園（中央區）
- 渡船埠頭公園（江東區）
- 水之廣場公園（江東區）
- 港丘埠頭公園（品川區）

### 綠道公園
- 青海綠道公園（江東區）
- 有明網球之森公園（江東區）
- 大井埠頭綠道公園（品川區）
- 大森綠道公園（大田區）
- 京濱運河綠道公園（品川區）
- 京濱島綠道公園（大田區）
- 城南島綠道公園（大田區） - 接續城南島海濱公園
- 昭和島北綠道公園（大田區）
- 昭和島南綠道公園（大田區）
- 新木場綠道公園（江東區）
- 符號海濱大道公園（港區、江東區）
- 辰巳之森綠道公園（江東區） - 鄰接辰巳之森海濱公園
- 東海綠道公園（大田區）
- 東八潮綠道公園（品川區）
- 夢之島綠道公園（江東區）

## 自然公園
東京都環境局所管之自然公園與自然公園設施。

### 都立自然公園
- 東京都立秋川丘陵自然公園 （秋留野市）
- 東京都立狹山自然公園（瑞穗町、武藏村山市、東大和市）
- 東京都立高尾陣場自然公園（八王子市） - 部分與明治之森高尾國定公園重疊
- 東京都立瀧山自然公園（八王子市、秋留野市）
- 東京都立多摩丘陵自然公園 （八王子市、日野市、多摩市）
- 東京都立羽村草花丘陵自然公園（羽村市、秋留野市）

### 都立自然親近公園
- 大島公園（海之親近村）（大島町） - 富士箱根伊豆國立公園内
- 奧多摩湖畔公園（山之親近村）（奧多摩町）
- 小峰公園（小峰國民休養地）（秋留野市） - 秋川丘陵自然公園内
- 多幸灣公園（神津島村） - 富士箱根伊豆國立公園内
- 羽伏浦公園（新島村）
- 八丈植物公園（八丈町）

## 都民之森
東京都環境局所管之自然體驗設施（縣民之森）。
- 檜原都民之森（檜原村）- 三頭山山腰
- 奧多摩都民之森（體験之森）（奧多摩町）- 御前山山麓

## 都立靈園
東京都建設局所管之墓園（都市公園），委託由東京都公園協會管理。
- 青山靈園（港區）
- 雜司谷靈園（豊島區）
- 染井靈園（豊島區）
- 谷中靈園（台東區）
- 多磨靈園（府中市）
- 小平靈園（東村山市）
- 八王子靈園（八王子市）
- 八柱靈園（千葉縣松戶市）

## 外部連結
東京都
- 都立公園、庭園指南 （页面存档备份，存于） （東京都建設局）
- 東京港的公園、綠地（海上公園） （页面存档备份，存于） （東京都港灣局）
- 東京都的自然公園 （東京都環境局）

指定管理者
- 都立公園：來去公園！ （页面存档备份，存于） （財團法人東京都公園協會）
- 動物園、水族園：東京動物園網 （財団法人東京動物園協会）
- 海上公園（東部地區）：東京港海上公園指南 美食與海在線 （页面存档备份，存于） （東京港埠頭株式会社）
- 海上公園（南部地區）：東京港南部地區海上公園指南 （页面存档备份，存于） （日比谷Amenis南部地區集團）